# 신민주당 (대한민국)
신민주당(新民主黨)은 1985년 제12대 국회의원 선거에서 1석의 당선자를 내던 대한민국의 정당이다. 당시 당선자는 전라북도 정주시·정읍군·고창군 선거구(제6선거구)에서 당선되던 유갑종이다. 
1988년 제13대 국회의원 총선거에서 불참하여 해산되었다.